# Педроган-Пекену
Педроган-Пекену (порт. Pedrógão Pequeno) — населённый пункт и район в Португалии, входит в округ Каштелу-Бранку. Является составной частью муниципалитета Сертан. По старому административному делению входил в провинцию Бейра-Байша. Входит в экономико-статистический субрегион Пиньял-Интериор-Сул, который входит в Центральный регион. Население составляет 916 человек на 2001 год. Занимает площадь 42,75 км².
Покровителем района считается Иоанн Креститель (порт. João Baptista).